# Hotel Ronil Royale
El Hotel Ronil Royale abierto alrededor del año 1987, está situado en el norte de Goa, en la India, y se compone de veinticuatro habitaciones. Su nombre es un acrónimo de Robustiano do Rosario Barreto (RO) y Nilda Souza Xavier Barreto (NIL). Hay cinco socios del hotel, incluyendo Donna Nilda, (nacida de 1918 a 1919). A partir de 2011, la propiedad del hotel permanece con la familia inmediata de los Barreto, con el más joven de los hijos, el abogado Cipriano Barreto, que lleva el hotel como un director general de la familia, con Sanil Costa Frais como el gerente general. Es uno de los primeros hoteles de estilo de Goa en Calangute Baga.